# MOUNT FUJI ARCHITECTS STUDIO
MOUNT FUJI ARCHITECTS STUDIO（マウントフジアーキテクツスタジオ）は、日本のアトリエ系建築設計事務所。原田真宏と原田麻魚らが2004年に設立。

## 主な人物
- 原田真宏（はらだ・まさひろ、1973年- ）
静岡県生まれ。1997年 芝浦工業大学大学院建設工学専攻修了（総代）。1997年～2000年 隈研吾建築都市設計事務所。2001年～2002年 文化庁芸術家派遣制度でJose Antonio Martinez Lapena and Elias Torres Architects、バルセロナへ、2003年から磯崎新アトリエをへて独立。現在、芝浦工業大学建築学部建築学科教授。
- 原田麻魚（はらだ・まお、1976年-　）
神奈川県生まれ。1999年 芝浦工業大学工学部建築学科卒業。1999～2000年 原尚建築設計事務所所属。2000～2003年 象設計集団・建築都市ワークショップ。2019年から東京大学 工学部 建築学科 非常勤講師。

## 主な作品
- 2003年 XXXX / 焼津の陶芸小屋

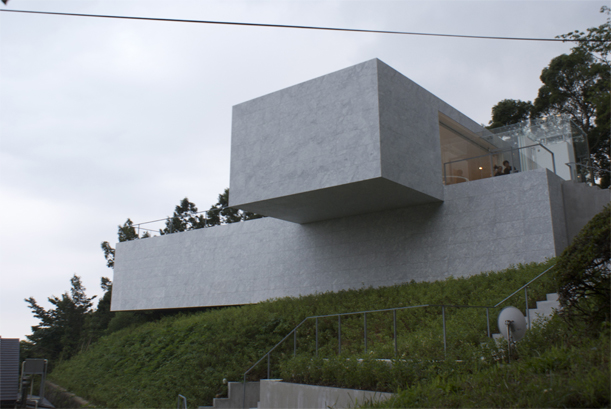
PLUS、2009年

- 2004年 LIGHT-LIGHT SHELTER	/ toririn
- 沖縄 FOOTBALL GUSUKU プロジェクト
- 2006年 M3・KG / おおきな家
- 2006年 SAKURA
- 2008年 Rainy・Sunny/雨晴れの住処
- 2009年 PLUS
- 2009年 Tree house
- 2010年 near house
- 2011年 VALLEY
- 2011年 YOTSUBAKO
- 2011年 Geo Metria
- 2013年 Shore House / 海辺の家
- 2013年 母の家
- 2013年 Seto
- 2013年 SHIFT
- 2013年 ハモニカ横丁ミタカ
- 2013年 THREE AOYAMA
- 2014年 加須の美容室
- 2014年 Log H / 鉄のログハウス
- 2015年 新井薬師の家
- 2016年 道の駅ましこ
- 2016年 知立の寺子屋
- 2017年 tonarino
- 2018年 松栄山仙行寺
- 2020年 ROOFLAG
- 2020年 hotel Siro
- 2021年 FLAPS
- 2021年 Entô

## 主な受賞
- 2003年 -「SD Review」 -グランプリ（鹿島賞）-(JAPAN)
- 2004年 -「American Wood Design Award 2004」 -Honor Award -(USA)
- 2007年 -「The Barbara Cappochin Prize for Architecture」 -Best international works -(Italy)
- 2008年 -「AR Awards for Emerging Architecture 2008」 -Honourable Mentions -(UK)
- 2009年 -「Design Vanguard 2009 ARCHITECTURAL RECORD TOP 10 architect in the world」(USA)
- 2009年 -「AR Awards for Emerging Architecture 2009」(UK) -Commendatio
- 2010年 -「LEAF AWARDS 2010」 Residential Building of the Year -Single Occupancy- (UK)
- 2010年 -「RECORD HOUSES 2010」 -Architectural records -(USA)
- 2014年 -  LEAF Awards 2014 -Residential Building of the Year-Multiple Occupancy-（イギリス）：最優秀賞「Seto」
- 2015年 -  第25回 AACA賞 第14回 芦原義信賞「Seto」
- 2016年 -  名城公園（北園）営業施設等事業提案：最優秀提案者
- 2018年 -  第59回 BCS賞受賞「道の駅ましこ」
- 2018年 -  JIA日本建築大賞「道の駅ましこ」
- 2019年 -  第14回日本構造デザイ賞「道の駅ましこ」
- 2019年 -  奈義町立こども園建設工事 基本設計業務プロポーザル 受託候補者(最優秀)
- 2020年 -  日本建築学会賞(作品)「道の駅ましこ」
- 2021年 -  川口市立グリーンセンター公開温室ほか7施設建築基本設計委託公募型プロポーザル　最優秀賞
- 2021年 -  第62回 BCS賞「知立の寺子屋」